# Drittes Lager
Der Begriff Drittes Lager bezeichnet in Österreich traditionell das Lager der deutschnationalen, deutschfreiheitlichen und nationalliberalen Wählerschaft. Vertreten wird es heute vor allem durch die Freiheitliche Partei Österreichs (FPÖ). Der Ausdruck ist zu verstehen als Abgrenzung zu den beiden hauptsächlichen politischen „Lagern“ Österreichs, dem christdemokratisch-bürgerlichen Lager (hauptsächlich vertreten durch die Österreichische Volkspartei, ÖVP) und dem sozialistisch-sozialdemokratischen Lager (primär vertreten durch die Sozialdemokratische Partei Österreichs, SPÖ).

## Entstehung
Grundlage des Dritten Lagers ist die Auffassung, dass Österreich nach dem Zerfall der Doppelmonarchie und dem damit einhergehenden Verlust der nicht-deutschsprachigen Gebiete keine Existenzberechtigung als eigener Staat gegenüber dem Deutschen Reich hätte. So wurde 1918 die Erste Republik Österreich zunächst als Deutschösterreich gegründet, die langfristig an das Deutsche Reich angeschlossen werden sollte. Dies wurde breit unterstützt, auch von führenden Vertretern der Sozialdemokratie, aber von der  Entente im Rahmen der Pariser Vorortverträge untersagt. Ideologischer Hauptgegner dieser Denkrichtung war in der 1. Republik die katholisch-konservative Christlichsoziale Partei sowie ab 1934 der austrofaschistische Ständestaat.

## In der 2. Republik
Von der Nationalratswahl in Österreich 1945, die erste nach Kriegsende, wurden ca. 700.000 ehemalige österreichische NSDAP-Mitglieder und anders Belastete ausgeschlossen. Diese wurden zur Nationalratswahl 1949 wieder zugelassen. Zur selben Zeit gründete der nationalliberale Politiker Herbert Kraus den Verband der Unabhängigen (VdU). Bei der Wahl erhielt er 11,7 % der Stimmen. Der Begriff „Drittes Lager“ wurde von da an für die Gruppe der deutschnationalen und nationalliberalen Wähler verwendet, analog zu den Lagern der konservativen ÖVP und der sozialistischen SPÖ. Nach der Unterzeichnung des Staatsvertrages 1955 erfolgte dann die Gründung der FPÖ als Nachfolgeorganisation des VdU, die seitdem diese Wählerschaft als Stammwähler an sich binden konnte. Diese Wählerklientel nimmt seit den frühen 1990ern allerdings stetig ab und macht laut Fritz Plasser heute nur noch 3–4 % der Bevölkerung aus.
Mit der Gründung des LiF 1993 spaltete sich ein bedeutender Teil der liberalen Anhängerschaft der FPÖ während der zunehmenden Radikalisierung der Freiheitlichen unter Jörg Haider ab. Die Überreste dieser bis 1999 an Bedeutung verlierenden Partei vereinten sich 2013 mit NEOS.
Spätestens allerdings mit Gründung des BZÖ im Jahre 2005 durch den früheren FPÖ-Politiker und Landeshauptmann von Kärnten Jörg Haider und dem Austritt Ewald Stadlers aus der FPÖ war das Dritte Lager gespalten. Seit dem Tod Haiders 2008 und der Rückentwicklung des BZÖ zur Kleinstpartei ist die FPÖ wieder die Hauptvertreterin des Dritten Lagers. Zeitweise konnte auch das Team Stronach FPÖ-Wähler für sich gewinnen. Weitere Abspaltungen, die kurzzeitig regionale Bedeutung erlangten, waren das Bündnis Liste Burgenland, die Freie Partei Salzburg und das Team HC Strache – Allianz für Österreich in Wien.
Die rechten und separatistischen Parteien in Südtirol, die Union für Südtirol, Die Freiheitlichen, die Süd-Tiroler Freiheit und die Liste JWA, werden als „Patriotisches Lager“ bezeichnet und werden traditionell von der FPÖ unterstützt.

## Heutige Verwendung
Inzwischen wird der Begriff auch als Selbstbezeichnung verwendet. So machte Jörg Haider Wahlkampf mit dem Slogan „Warum wir mehr als das dritte Lager sind ...“, verkündete der FPÖ-Politiker Bernd Lindinger in einer Rede vor der Burschenschaft Olympia, dass „wir selbst das Dritte Lager sind“, und erklärte Andreas Mölzer in der Zeitschrift Zur Zeit „die Dritte Kraft, das Dritte Lager, war in Wirklichkeit in Österreich das erste politische Lager“. 1988 meinte der damalige FPÖ-Abgeordnete und Ex-Bundesverteidigungsminister Friedhelm Frischenschlager: „Die Verbindung zwischen Drittem Lager und dem Nationalsozialismus ist eine Tatsache. Weder der VDU noch die FPÖ sind Parteien, die vom Himmel gefallen sind.“ 
Walter Sucher schrieb in den Burschenschaftlichen Blättern (BBl) 4/96 unter dem Titel Österreichs Drittes Lager: „Seit 1986 entwickelte sich aus diesem Dritten Lager und aus der FPÖ heraus eine politische Bürgerbewegung, die heute als populäre Oppositionspartei über beträchtlichen Einfluss im Lande verfügt. Prägend für sie – und hier seien nur zwei Namen genannt: Jörg Haider und Rainer Pawkowicz – waren und bleiben Burschenschafter.“

## Medien des Dritten Lagers
Eng verbunden mit dem Dritten Lager war die 2018 eingestellte Zeitschrift Die Aula. In ihrer Selbstdarstellung hieß es 1994: „Hier soll VorDenkarbeit geleistet werden, müssen – larmoyant zwar, aber eben doch – jene strategisch-taktischen Axiome formuliert werden, mit denen sich das Dritte Lager zum Beherrschen einer Dritten Republik aufschwingen kann.“
Ein weiterhin bestehendes Medium des dritten Lagers ist die Wochenzeitung Zur Zeit, die sich selbst als „rechtskonservativ“ und „deutschnational“ bezeichnet.